# برناردو دو اریگوئین
برناردو دو اریگوئین (به اسپانیایی: Bernardo de Irigoyen) یک منطقهٔ مسکونی در آرژانتین است که در بخش خنرال مانوئل بلگرانو واقع شده‌است. برناردو دو اریگوئین ۱٬۰۶۴ کیلومتر مربع مساحت و ۱۰٬۸۸۹ نفر جمعیت دارد و ۸۳۵ متر بالاتر از سطح دریا واقع شده‌است.